# Nedre Blomsjön
Nedre Blomsjön är en sjö i Årjängs kommun i Värmland och ingår i Göta älvs huvudavrinningsområde. Sjön är 35,5 meter djup, har en yta på 5,86 kvadratkilometer och befinner sig 106,3 meter över havet. Sjön avvattnas av vattendraget Blommaälven.

## Delavrinningsområde
Nedre Blomsjön ingår i det delavrinningsområde (658304-128267) som SMHI kallar för Utloppet av Nedre Blomsjön. Medelhöjden är 129 meter över havet och ytan är 34,52 kvadratkilometer. Räknas de 2 avrinningsområdena uppströms in blir den ackumulerade arean 51,53 kvadratkilometer. Blommaälven som avvattnar avrinningsområdet har biflödesordning 3, vilket innebär att vattnet flödar genom totalt 3 vattendrag innan det når havet efter 233 kilometer. Avrinningsområdet består mestadels av skog (67 procent). Avrinningsområdet har 6,41 kvadratkilometer vattenytor vilket ger det en sjöprocent på 18,5 procent.